# سفينة ثيسيوس

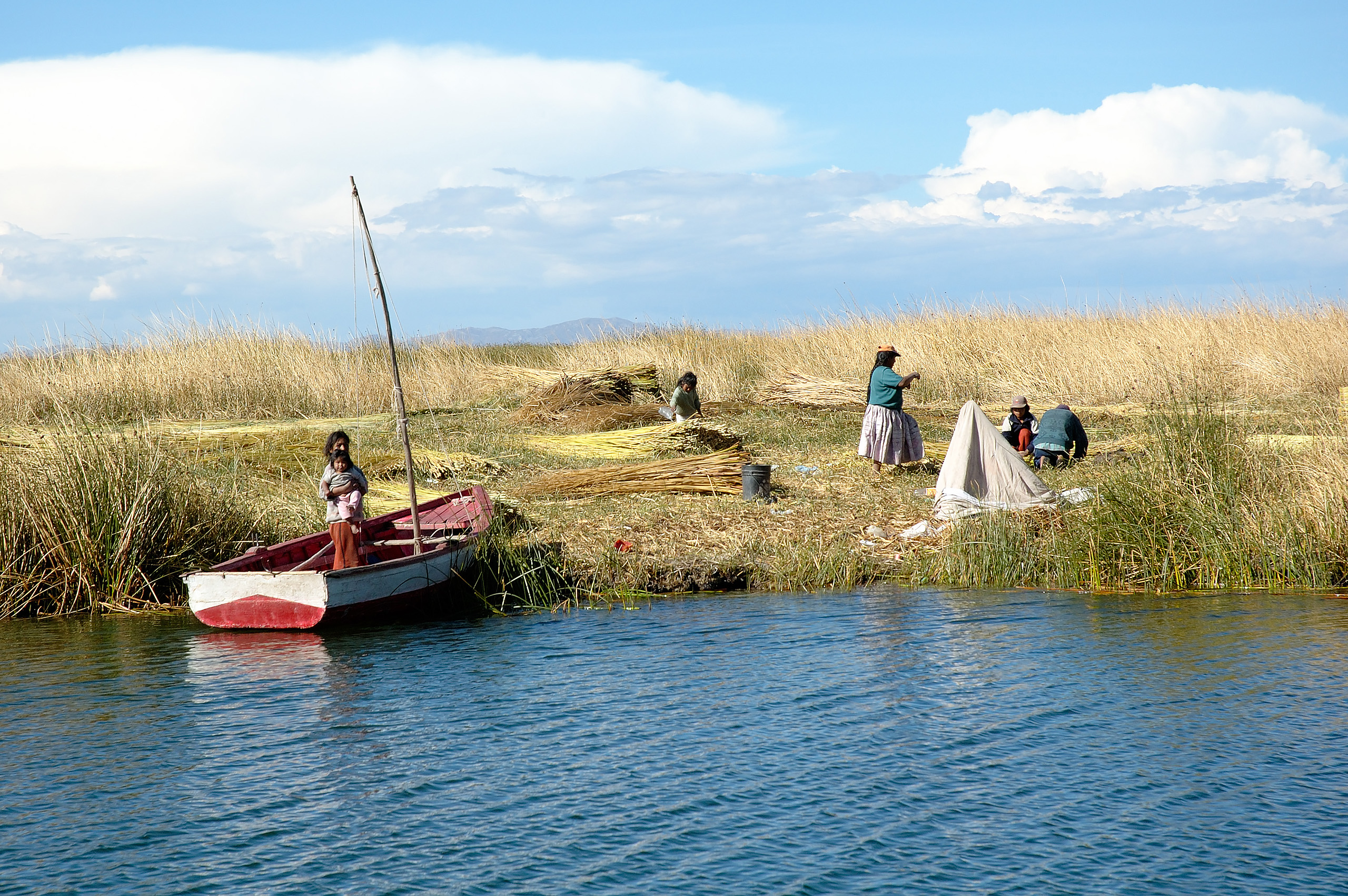

سفينة ثيسيوس (بالإنجليزية: Ship of Theseus)‏ ومعروف أيضًا باسم مفارقة ثيسيوس هي تجربة فكرية تطرح مسألة ومعضلة الهوية وما إذا كان الكائن الذي استبدل كل من مكوناته يبقى أساسا نفس الكائن. قد ذكر هذا التناقض للمرة الأولى من قبل الفيلسوف فلوطرخس في كتاب «حياة تيسيوس» في أواخر القرن الأول الميلادي، حيث طرح فلوطرخس عما إذا كانت السفينة التي يتم استبدال كل جزء خشبي مختلف من السفينة تظل نفسها هي السفينة أم لا.

## وصلات خارجية
- مفارقة الهوية